# Herman Balthazar
Herman Albert Balthazar uitspraakⓘ (Gent, 4 maart 1938) is een Vlaams historicus. Hij was hoogleraar aan de Universiteit Gent en gouverneur van de provincie Oost-Vlaanderen.

## Levensloop
Herman Balthazar is de enige zoon van Gustaaf Theophiel Balthazar (1914-1945) en van Agnes Michiels (1916-2009). Zijn jong gestorven vader was bediende in de socialistische textielarbeiderscentrale.
Balthazar studeerde aan het Koninklijk Atheneum aan de Ottogracht in Gent (1950-1956). Vanaf de retorica was hij lid van de Socialistische Studenten en van het Taalminnend Studentengenootschap 't Zal wel gaan. Vervolgens studeerde hij geschiedenis aan de Universiteit Gent (1956-1960).
Hij trouwde in 1961 met de onderwijzeres Josiane Rimbaut (1938-2018). Ze kregen twee zonen: de advocaat en politicus Tom Balthazar (°1962) en de televisie- en filmmaker Nic Balthazar (°1964). Het echtpaar was actief in het Gentse Multatulitheater.
Balthazar is ook een achterneef van minister August Balthazar (1893-1952), aan wie hij een boek heeft gewijd.
In zijn verschillende functies en hoedanigheden maakte hij geen geheim van zijn engagement in de vrijmetselarij en in de georganiseerde vrijzinnigheid. Maar ook daar, zoals in de socialistische beweging, bleef hij een kritisch militant. Tegenover de Vlaamse Beweging nam hij dezelfde houding aan.

## Historicus
Hij was van 1962 tot 1966 aspirant bij het Nationaal Fonds voor Wetenschappelijk Onderzoek en van 1966 tot 1968 assistent aan de Gentse universiteit. Hij doceerde daarna aan het RITCS in Brussel en werkte als attaché voor het Navorsings- en Studiecentrum voor de Geschiedenis van de Tweede Wereldoorlog (het huidige Soma-Ceges).
In 1970 promoveerde hij aan de UGent tot doctor in de Letteren en Wijsbegeerte, afdeling geschiedenis. Van 1970 tot 1973 was hij docent aan de VUB. Na het onverwachte overlijden in 1972 van professor Jan Dhondt bekleedde hij vanaf 1973 samen met Romain Van Eenoo de leerstoel Nieuwste Geschiedenis aan de Gentse universiteit. Vanaf 1985 was hij buitengewoon hoogleraar, zowel aan de UGent als aan de VUB.
Zijn hoogleraarschap gaf hem de mogelijkheid, met medewerking van collega's en studenten, bijzondere aandacht te hebben voor de geschiedenis van de arbeidersbeweging. Hij stond mee aan de wieg van het Archief en Museum van de Socialistische Arbeidersbeweging (AMSAB).
Voorts bestudeerde hij aspecten van de Tweede Wereldoorlog. Hij plaatste zijn onderzoek in een breed kader en probeerde de gepolariseerde beeldvorming te doorbreken.
Op methodologisch gebied stimuleerde hij het gebruik van de mondelinge geschiedenis en van de nieuwe media.
Ten slotte ging zijn aandacht ook naar de industriële archeologie, waarvoor hij aan de Universiteit Gent de 'Werkgroep Industriële Archeologie' oprichtte.

## Politiek
Zoals andere Balthazars, werd hij actief in de Gentse socialistische beweging en had hij relaties met intellectuelen uit de politieke linkerzijde. Hij werd medewerker van de krant Vooruit en gemeenteraadslid voor de Belgische Socialistische Partij in Sint-Amandsberg. Gedurende zijn hele politieke carrière was hij lid van de SP, en later de sp.a.
Voorts nam hij het voorzitterschap op van de Nationale Cultuurpactcommissie (1978-1980) en van de raad van bestuur van de Vlaamse Radio- en Televisieomroeporganisatie (1980-1984). Hij was ook lid van de Nederlandse Taalunie (1982-1984).
Hij werd ook voorzitter van de Stichting Ons Erfdeel en werd lid van de vrijmetselaarsloge De Zwijger.

## Gouverneur
In 1984 kende zijn carrière een opmerkelijke wending. Hij werd gouverneur van de provincie Oost-Vlaanderen, een functie die hij uitoefende tot in 2004 en die hij combineerde met een buitengewoon hoogleraarschap aan de universiteit.
Hij spande zich in om een eigen, moderne invulling te geven aan het ambt en aan de rol van de provincies in de nieuwe Belgische staatsstructuren en in de evoluties op lokaal en op Europees niveau.
Hij werd opgevolgd door André Denys (VLD/Open Vld).

## Publicaties
- Frank SEBERECHTs Bibliografie van Herman Balthazar, in: Gita DENECKERE & Bruno DE WEVER (red.), Geschiedenis maken. Liber amicorum Herman Balthazar, Gent, 2003, blz. 267-273.
- De identiteit van het flamingantisme, in: Het Boek van België. Een controversieel portret van cultureel België, 1980.